# Xã Carter, Quận Burke, Bắc Dakota
Xã Carter (tiếng Anh: Carter Township) là một xã thuộc quận Burke, tiểu bang Bắc Dakota, Hoa Kỳ. Năm 2010, dân số của xã này là 13 người.